# Eupithecia difficilis
Eupithecia difficilis là một loài bướm đêm trong họ Geometridae.